# Собор Покрова Пресвятой Богородицы (Елабуга)
Собор Покрова Пресвятой Богородицы — приходской храм Елабужского благочиния Набережночелнинской  епархии Русской православной церкви, построенный в 1820 году, главный храм города Елабуги. Здание собора является объектом культурного наследия и находится под охраной государства.

## История храма
С именем царя Ивана IV Грозного связано основание во второй половине XVI века Покровской церкви в Елабуге. Одно из летописных преданий сообщает, что Иван Грозный после взятия Казани отправился по реке Каме в город Соликамск, но из-за болезни остановился в устье реки Тоймы. Выздоровев на этом месте, приказал заложить церковь Покрова Божией Матери. Есть мнение, что первым настоятелем храма в селе Трёхсвятском стал священник Зотик, которому Иван Грозный подарил икону Трёх Святителей, благодаря которой русское поселение получило название Трёхсвятское. Эта икона с надписью «От царя Ивана IV Васильевича» до начала XX века находилась в Покровской церкви.

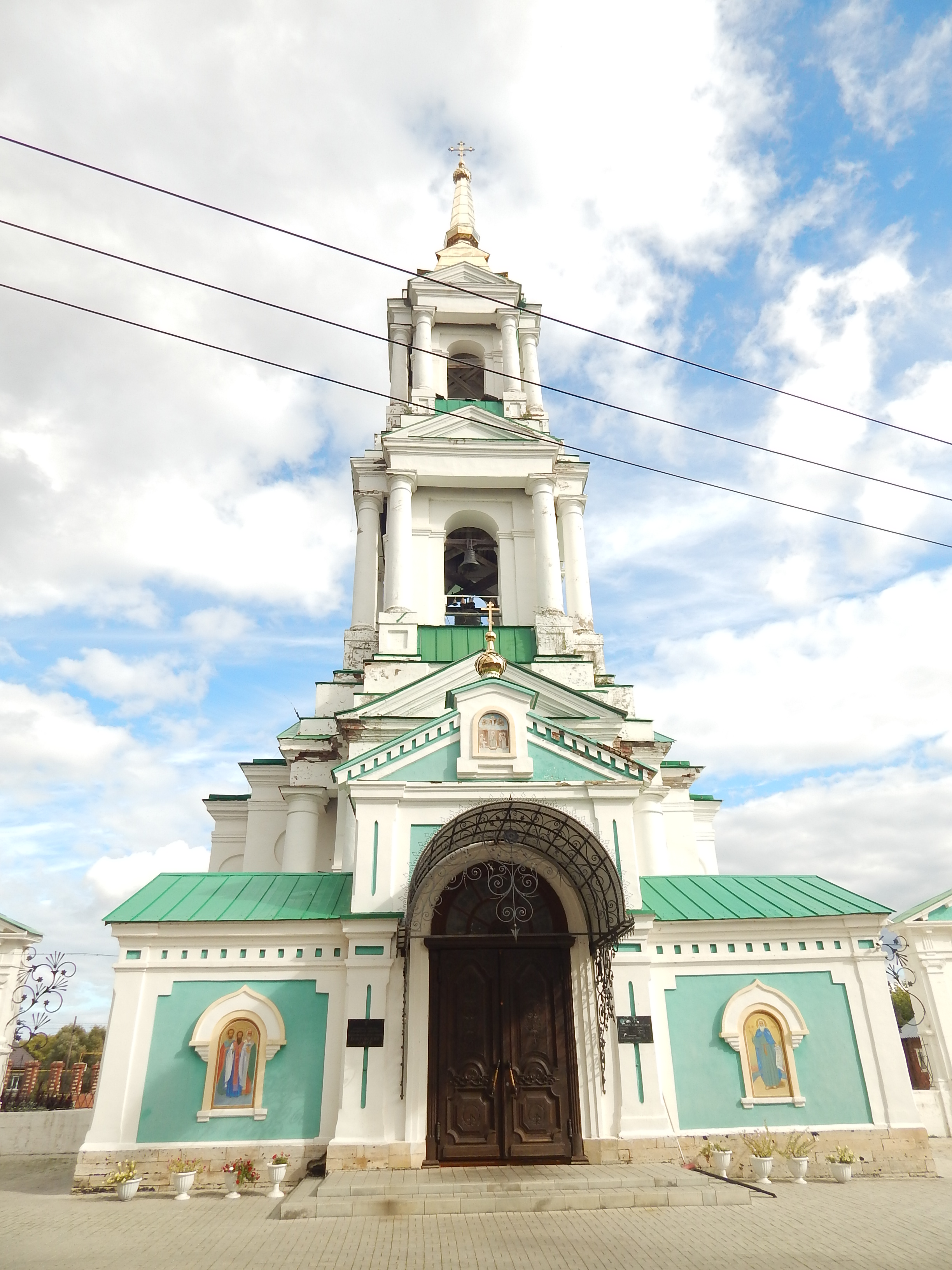
Колокольня

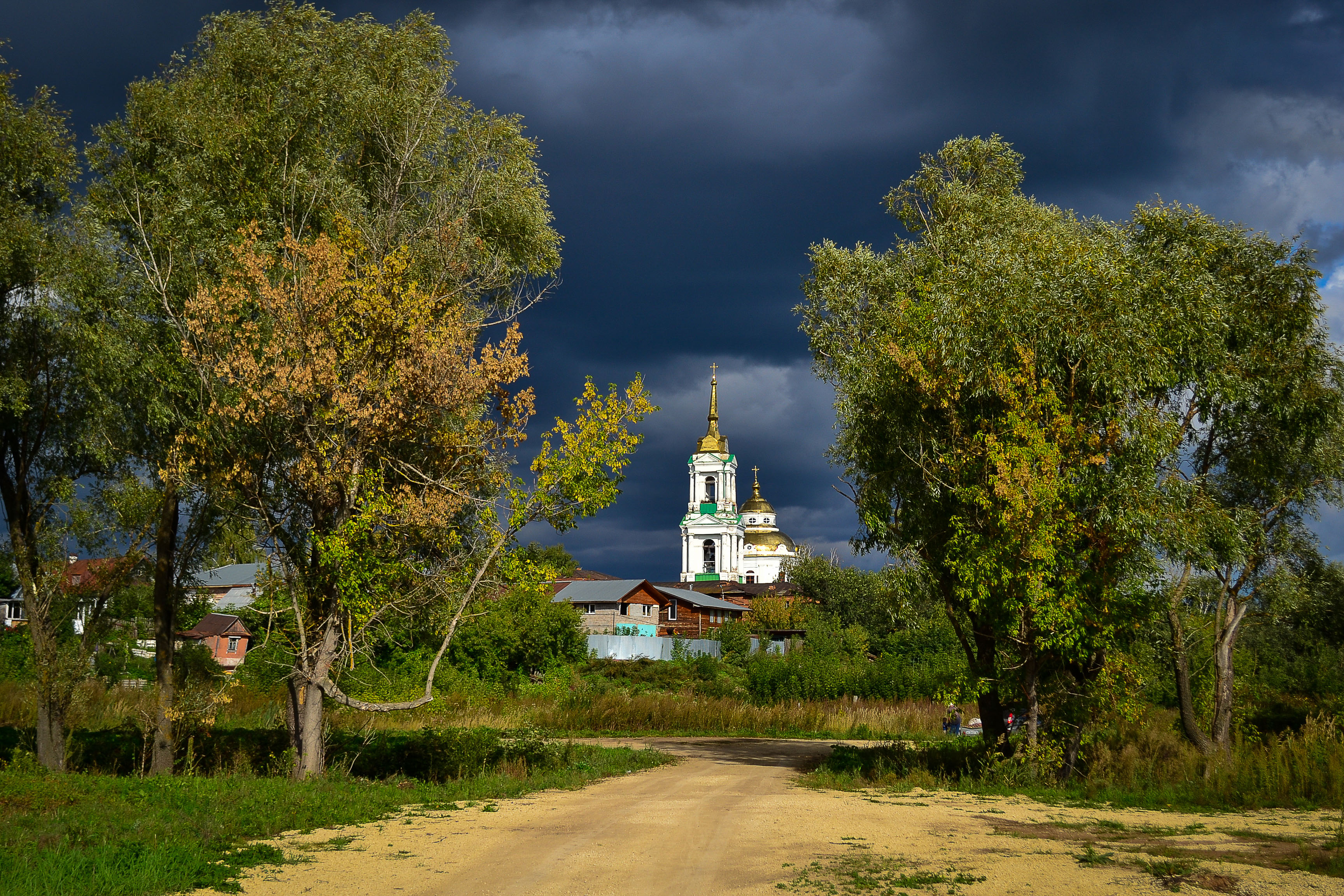
Общий городской вид

Рядом с деревянным храмом был возведён придел в честь пророка Божия Илии. Деревянное строение церкви было довольно большим и высоким. Храм имел девять глав, большое крыльцо с навесом и два ряда зарешёченных окон.
В 1813 году было принято решение заменить строение каменным храмом. В те годы в Елабуге было развито производство кирпича. Строительство церкви велось только в тёплое время года.
В 1820 году на пожертвования прихожан начали возводить каменную церковь в честь Покрова Пресвятой Богородицы с приделами в честь пророка Божия Илии и Трёх Святителей. В 1884 году была заменена звонница на трёхъярусную колокольню.
Строение с элементами ампира, а также позднего барокко и раннего классицизма имеет архитектурную и историческую ценность. В 1862 году Царские врата расписывали и оформляли художники Карл Гун и Василий Верещагин,  которых пригласил городской глава Иван Стахеев  по инициативе уроженца Елабуги И.И. Шишкина, с которым художники дружили. Казанский журналист Юрий Фролов и петербургский реставратор Александр Батанов установили, что приглашённые художники выполнили картины не только для иконостаса. Они также выполнили несколько фресок, впоследствии срубленных со старой штукатуркой.
В левом приделе храма располагалась чтимая икона Трёх Святителей. В 1913 году она внесена в реестр имущества по проверке и описи чиновника из Петербурга.
В числе прихожан храма было много состоятельных местных купцов, поэтому убранство церкви роскошнее Спасского собора Елабуги. Литые серебряные и позолоченные Царские врата были одной из главных достопримечательностей церкви. До самого купола тянулся иконостас.

## Настоятели храма
Штат Покровского храма состоял из двух священников. 
- С 1776 по 1810 годы здесь служил Стефан Алексеевич Зотиков (1751—1821), не имевший семинарского образования; его брат Иван Алексеевич состоял пономарем храма.
- С 1802 по 1831 годы — выпускник Вятской духовной семинарии Никита Иванович Кулыгинский (1776—1831).
- С 1831 по 1853 годы в Покровской церкви служил сын Никиты Ивановича — Петр Никитич Купыгинский (1798—1855), известный краевед.
- С 1880 по 1912 годы настоятелем прихода был протоиерей Петр Павлович Бехтерев.

## Церковь в советские годы
В 1930 году было принято решение закрыть Спасский собор. Кафедра елабужского викарного епископа была перенесена в Покровскую церковь, получившую статус собора. В 1940 году Покровский собор тоже был закрыт. Сначала помещение церкви использовалось под склад, а затем и вовсе строение было заброшено.
В 1988 году, в год празднования 1000-летия Крещения Руси, настоятелем собора Покрова Пресвятой Богородицы был назначен протоиерей Сергий Лепихин. В этот год храм вновь открылся.
При восстановлении здания одной из главных задач было сохранение старых росписей в верхней части барабана, где были обнаружены росписи К.Ф. Гуна и В.П. Верещагина. Их восстановлением занимался петербургский художник, заведующий художественной мастерской Юрий Владимирович Пугачёв вместе с ассистентом Александром Владимировичем Батановым. Реставраторы обнаружили, что до Гуна и Верещагина стены были расписаны темперой, в основном это были небольшие картины и орнамент. Гун и Верещагин работали масляными красками, в розово-оливковом и голубовато-синем колорите. При реставрации сюжеты изображений сохранили, положив сверху новый красочный слой, однако прежний колорит при этом был потерян. Казанский реставратор Михаил Яо сравнил сюжеты Гуна и Верещагина с живописью Ренессанса по мастерству исполнения, обрамлению растительным орнаментом в стиле ампир, "с тончайшим исполнением ажурной позолоты".

## Современное состояние
Первое богослужение прошло в храме 2 октября 1988 года. Литургию возглавил секретарь Казанской епархии архимандрит Анастасий (Меткин). 14 октября в день престольного праздника было проведено второе богослужение. Храм был переполне людьми.
В 1990 году по инициативе прихода Покровского собора был организован I Фестиваль колокольного звона в Елабуге. В преддверии этого события на колокольню Покровской церкви установили старинный двухметровый колокол массой 5 тонн. Отлитый в Елабуге в середине XIX века, он пролежал на дне реки Кама 150 лет.
К 1000-летию Елабуги Покровский собор был восстановлен и отремонтирован. Были заменены кровли купола храма и шпиля колокольни, приведён в порядок фасад, установлены новые кресты на куполе, колокольне и над входом в храм.
С 1988 года здесь действуют воскресная школа и библиотека. При церкви работает молодёжное движение «Аксиос».
В 2011 году в приходе Покровского собора было организовано общество сестёр милосердия, целью которого является оказание помощи пациентам Елабужской центральной районной больницы.